# Stammbuchblatt
Ein Stammbuchblatt ist eine Sonderform des ursprünglich ausschließlich manuell illustrierten Stammbuches, das vor allem seit der Mitte des 18. Jahrhunderts unter Studenten weit verbreitet war. Kommilitonen und Freunde, aber auch Professoren der von dem Stammbuchbesitzer besuchten Universität trugen auf dessen Anregung und als Ausdruck der Verbundenheit Sinnsprüche oder Zitate in das Stammbuch ein, mitunter auch kleine Skizzen, seltener auch aufwendigere Zeichnungen.

## Geschichte und Beschreibung

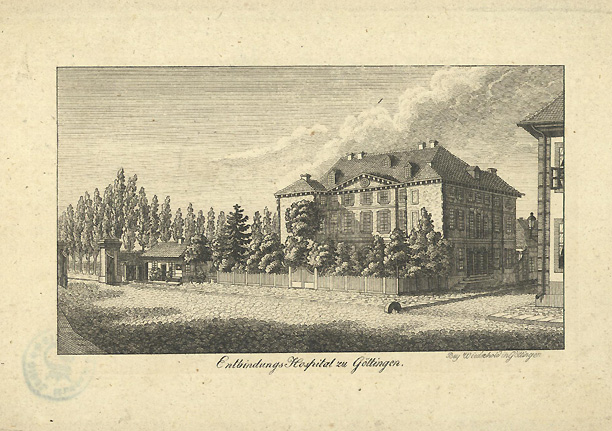
Accouchierhaus Göttingen: Einzelnes Stammbuchblatt als Kupferstich; untertitelt „Entbindungs-Hospital zu Göttingen. Bey Wiede(r)hold in Göttingen“

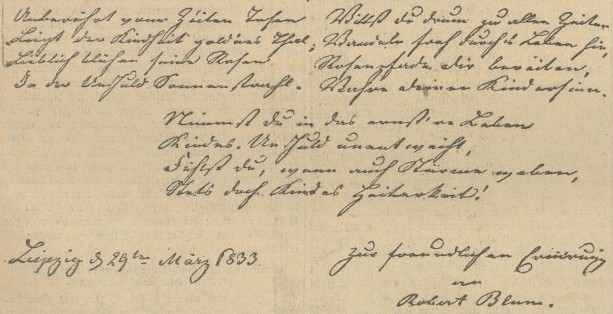
Gedicht von Robert Blum, von ihm eigenhändig am 29. März 1833 in ein Stammbuchblatt geschrieben

Der in Göttingen tätige Buchbinder und Drucker Johann Carl Wiederhold (1743–1826) fertigte ab dem Jahr 1770 als Erster vorgedruckte Stammbuchblätter an. Seine Kupferstiche im Querformat fanden bald Abnehmer und Nachahmer in allen deutschen Universitätsstädten. Abgebildet waren Ansichten von Städten, Gebäuden oder Landschaften, auch literarische oder religiöse Motive sowie Porträts bekannter Persönlichkeiten. Ehemals hergestellte Stammbücher in gebundener Form wurden allgemein jedoch erst gegen Ende des 18. Jahrhunderts von den sogenannten „Stammbuchkassetten“ abgelöst, eine Art Schuber, in dem Kupferstiche oder Radierungen als Loseblattsammlung verwahrt wurden.
Die Staats- und Universitätsbibliothek Göttingen hatte Ende 2017 rund 60 solcher „Stammbuch“-Blattsammlungen in ihrem Besitz.
In Jena war es der Universitätskupferstecher Ludwig Hess (1776–1853), der über 90 Ansichten aus Jena und Umgebung im Angebot hatte.